# Kvantekromodynamik
Kvantekromodynamik (forkortet QCD fra engelsk: Quantum Chromo Dynamics) er en kvantefeltteori for den stærke kernekraft. Den inkluderer således en beskrivelse af kvarker og gluoner.